# Беатриса Баварская (королева Швеции)
Беатриса Баварская (Беатрикс; швед. Beatrix, 1344 — 25 декабря 1359, Швеция) — королева-консорт Швеции, супруга Эрика XII, который правил совместно со своим отцом Магнусом II.

## Биография
Беатриса была дочерью Людовика IV, короля Германии и императора Священной Римской империи, и Маргариты Голландской. В 1356 году она вышла замуж за Эрика, который стал сомонархом после восстания против его отца, Магнуса Эрикссона. Таким образом Беатриса была королевой совместно со своей свекровью Бланкой Намюрской в течение трёх лет.
Беатриса и Эрик умерли в 1359 году. По слухам, их отравила мать Эрика, королева Бланка. Однако теперь считается, что её муж умер от чумы, как и Беатриса после рождения мертворождённого сына. Некоторые историки считают, что она и её сын были похоронены в Доминиканском монастыре в Стокгольме.

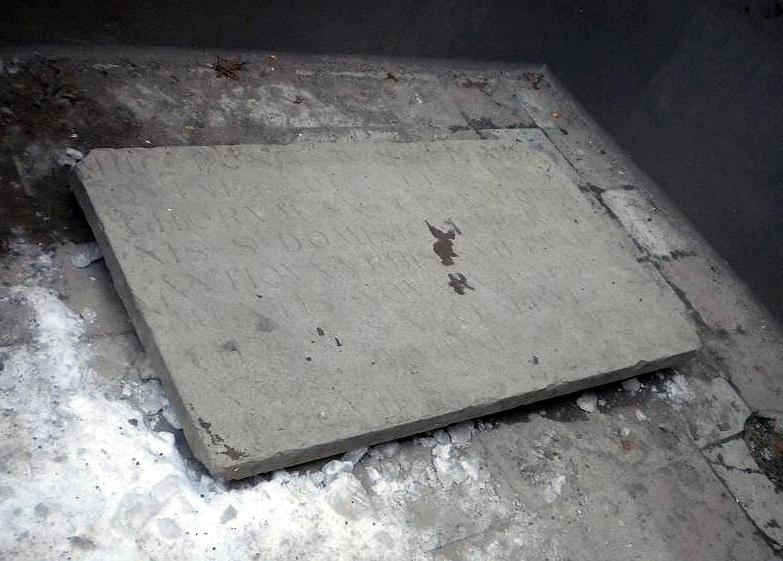
Мемориальный камень к захоронениям в монастыре черных монахов Стокгольма